# Prowincja Ang Thong
Ang Thong (taj. อ่างทอง) –  jedna z centralnych prowincji (changwat) Tajlandii. Sąsiaduje z prowincjami Sing Buri, Lopburi, Ayutthaya i Suphanburi. Dzieli się na siedem dystryktów.